# 城山镇 (庄河市)
城山镇，是中华人民共和国辽宁省大連市庄河市下辖的一个乡镇级行政单位。

## 行政区划
城山镇下辖以下地区：
城山村、菜园村、古城村、胜利村、恒利村、吉庆村、中河村、洼子村、马庙村和金房村。